# Pacis nuntius

Wappen Papst Paul VI.

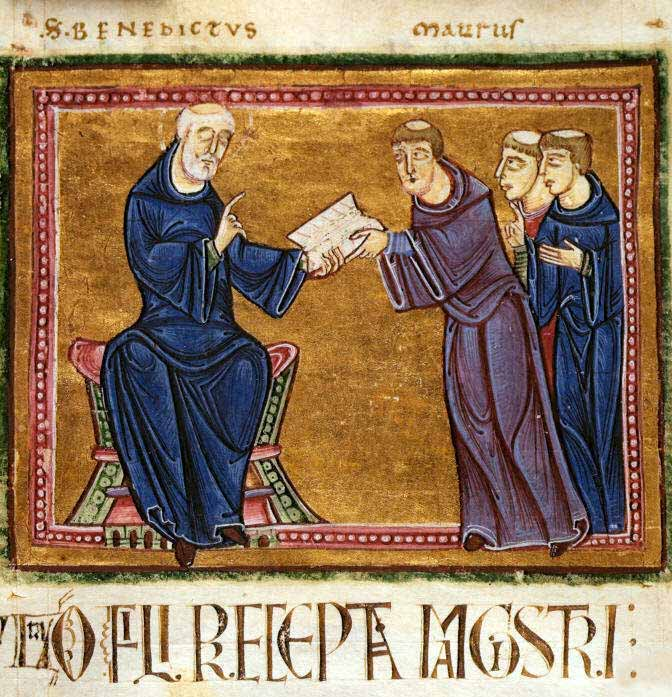
St. Benedikt von Nusia übergibt seine Mönchsregel an seinen Schüler St. Maurus und andere Mönche (Miniatur aus dem Kloster St. Gilles, Nimes, 1129)

Pacis nuntius (Friedensbote) ist der Titel des Apostolischen Schreibens vom 24. Oktober 1964, mit dem Papst Paul VI. den heiligen Benedikt von Nursia zum Schutzpatron Europas erklärte und ihn als „Vater des abendländischen Mönchtums“ titulierte.

## Hintergrund
Benedikt von Nursia (um 480–547) war ein Abt, der die klassische Mönchsregel des Abendlandes, die Regula Benedicti, redigierte. Um das Jahr 800 hat Kaiser Karl der Große diese Regel tatkräftig im Frankenreich gefördert und ihr somit im größten Teil Europas zur Dominanz verholfen. Benedikt ging in die allgemeine Volksfrömmigkeit ein, nicht zuletzt durch die Benediktsmedaille und die internationale Empörung über die Zerstörung seines Klosters Montecassino im Zweiten Weltkrieg. Kurz nach dem Krieg gedachte Papst Pius XII. mit der Enzyklika Fulgens radiatur des 1400. Todestags des berühmten Abtes am 21. März 1947.

## Inhalt
In seinem Apostolischen Schreiben Pacis nuntius beschreibt Papst Paul VI. den heiligen Benedikt von Nursia als einen „Friedensboten, Bringer von Einheit, Lehrer der Zivilisation den Herold der Religion Christi und schließlich als den Gründer des monastischen Lebens im Abendland“. In seiner Laudatio schrieb er: 

„Es waren vor allem er und seine Söhne, die mit dem Kreuz, dem Buch und dem Pflug den Völkern vom Mittelmeer bis nach Skandinavien, von Irland bis Polen den christlichen Fortschritt brachten.“

Und er erklärt weiter: 

„Durch das Kreuz, d.h. durch das Gesetz Christi, gab er dem Recht im öffentlichen und privaten Leben ein Fundament und eine Richtung. Zu diesem Zweck muss daran erinnert werden, dass er die Menschheit den Vorrang des Gotteskults mittels des ‚Opus Dei‘ lehrte, d.h. mittels des liturgischen und rituellen Gebets. So geschah es, dass er in Europa jene geistige Einheit schuf, kraft derer Völker, die auf sprachlicher, ethnischer und kultureller Ebene getrennt waren, fühlten, das eine Volk Gottes zu sein; eine Einheit, die dank des unermüdlichen Wirkens der Mönche, die in die Spuren eines so hohen Meisters traten, das Kennzeichen des Mittelalters wurde.“

Im Weiteren wünscht der Papst, dass Benedikts zivilatorische Bedeutung für Europa auch zum Segen und Schutz gegen zukünftigen Krieg werde. Das „Geschenk des Friedens“ möge heute leuchten und durch die Fürsprache Benedikts bestärkt werden. Somit erhebt der Pontifex den Abt von Montecassino zum „himmlischen Schutzpatron ganz Europas.“